# 纳帕万 (华盛顿州)
纳帕万（英文：Napavine），是美国华盛顿州刘易斯县下属的一座城市。根据 2000年美国人口普查，该市有人口1,361人。根据2010年美国人口普查，该市有人口1,766人。而2011年估计该市有1,778人。